# Artjom Nikolajewitsch Tschebotarjow
Artjom Nikolajewitsch Tschebotarjow (russisch Артём Николаевич Чеботарёв; * 26. Oktober 1988 in Saratow) ist ein russischer Profiboxer im Mittelgewicht.

## Werdegang

### Amateur
Artjom Tschebortarjow stammt aus Saratow, begann schon als Junior mit dem Boxen und war Angehöriger der Sportvereinigung Dynamo. Im Jahre 2004 machte er erstmals auf sich aufmerksam, als er die Kadetten-Europameisterschaft in Saratow gewann. 2005 erreichte er beim größten russischen Boxturnier für Junioren, dem „Battle of Stalingrad“ in Wolgograd im Weltergewicht das Finale, wo er gegen seinen späteren Nationalmannschaftskollegen Andrei Samkowoi verlor. 2007 gewann er dieses Turnier im Weltergewicht mit vier Siegen, wobei er im Finale über seinen russischen Kollegen Dimitri Smirnow siegte. Im gleichen Jahr wurde er russischer Juniorenmeister und war bei der Junioren-Europameisterschaft in Sombor im Weltergewicht am Start. Dort kämpfte er sich mit drei Siegen bis in das Finale vor, in dem er allerdings gegen Jewhen Chytrow aus der Ukraine nach Punkten verlor.
Im Jahre 2008 belegte Tschebotarjow bei der russischen Meisterschaft im Mittelgewicht den dritten Platz. Er verlor dabei seinen Halbfinalkampf gegen Dmitri Tschudinow nach Punkten. Im selben Jahr startete er erstmals in Deutschland und besiegte beim Chemiepokal in Halle Gegner wie Jarrod Fletcher aus Australien und Konstantin Buga aus Deutschland. Im Finale musste er sich aber dem erfahrenen Inder Vijender Kumar nach Punkten geschlagen geben.
2009 gewann Tschebotarjow in Tschechow das russische Ausscheidungsturnier für die Weltmeisterschaft in Mailand und besiegte dabei unter anderem Maxim Koptjakow (11:3). Bei der Weltmeisterschaft selbst siegte er in seinem ersten Kampf über den österreichischen Meister Oliver Obradovic klar nach Punkten (17:1), musste sich aber schon in der Runde der letzten "32" dem Kubaner Rey Eduardo Recio nach Punkten geschlagen geben (6:26), womit er ausschied und nur den 17. Platz belegte. Ende des Jahres besiegte Tschebotarjow bei der russischen Meisterschaft im Endkampf Maxim Gasisow nach Punkten (10:4) und gewann damit erstmals den russischen Meistertitel.
2010 belegte er beim Gee-Bee-Tournament in Helsinki den dritten Platz im Mittelgewicht, wobei er im Halbfinale gegen Abbos Atoyev aus Usbekistan verlor. Der russische Verband stand aber weiterhin zu ihm und entsandte ihn zur Europameisterschaft nach Moskau, wo er im Mittelgewicht mit Siegen über Wladimir Milewski, Litauen, Adem Kılıççı, Türkei (6:5), Nikolai Welesow, Belarus (8:3) und Darren O’Neill, Irland (16:7) den Europameistertitel gewann. Ende des Jahres gewann er wiederum den russischen Titel.
Bei den russischen Meisterschaften 2011 scheiterte Tschebotarjow im Halbfinale an Dmitri Biwol. Trotzdem wurde er bei den Weltmeisterschaften in Baku eingesetzt, scheiterte jedoch bereits in der Vorrunde an Anthony Ogogo, England (12:11).
2012 gewann Tschebotarjow wieder den russischen Meistertitel. Im Jahr darauf schied er bei den Studentenweltmeisterschaften frühzeitig aus, erreichte aber bei den Weltmeisterschaften in Almaty nach Siegen u. a. über Esquiva Falcão Florentino, das Halbfinale. In diesem stand ihm Jason Quigley aus Irland gegenüber, dem er mit 3:0 Punktrichterstimmen unterlag und damit eine Bronzemedaille gewann. 2014 wurde Tschebotarjow mit einem Finalsieg über Pjotr Chamukow bisher letztmals russischer Meister.
Bei den Olympischen Spielen 2016 in Rio de Janeiro verlor er im Achtelfinale gegen Kamran Şahsuvarlı mit 1:2.

### World Series of Boxing
In der Saison 2013/14 kämpfte Tschebotarjow in der regulären Saison zwei Mal für das Russian Boxing Team in der World Series of Boxing und gewann beide Kämpfe. Während der Playoffs wurde Tschebotarjow im Viertelfinale gegen die Ukraine Otamans und im Halbfinale gegen die Cuba Domadores eingesetzt. Beide Kämpfe gewann er.

### AIBA Pro Boxing (APB)
Seit dem Oktober 2014 startet Tschebotarjow in dem neugegründeten Profibereich „APB“ des vom IOC anerkannten Weltverbandes AIBA. Im ersten Zyklus konnte Samkowoi gegen den Olympiateilnehmer Marlo Delgado und Dmytro Mytrofanow gewinnen, verlor jedoch gegen Adem Kılıççı. Im abschließenden Titelkampf stand er wiederum Kılıççı gegenüber, musste sich diesem aber wiederum mit 3:0 Punktrichterstimmen geschlagen geben. Im zweiten Zyklus gewann Tschebotarjow gegen Bogdan Juratoni, Dmytro Mytrofanow und Adem Kılıççı, womit er den APB World Title gewann und sich somit auch für die Olympischen Spiele 2016 in Rio de Janeiro qualifizierte.

### Profikarriere
Sein Profidebüt gewann Tschebotarjow am 8. Januar 2017 in Riga. Im September 2017 gewann er den International-Titel der IBO gegen Nuhu Lawal und im November 2018 den Interkontinental-Titel der WBO gegen Javier Maciel.